# 冯缵刚
冯缵刚（1927年—），男，浙江德清人，中国兵器火力控制系统专家，曾任华东工学院院长、教授、博士生导师。